# Lar (India)
Lar è una suddivisione dell'India, classificata come nagar panchayat, di 25.492 abitanti, situata nel distretto di Deoria, nello stato federato dell'Uttar Pradesh. In base al numero di abitanti la città rientra nella classe III (da 20.000 a 49.999 persone).

## Geografia fisica
La città è situata a 25° 29' 31 N e 83° 58' 36 E.

## Società

### Evoluzione demografica
Al censimento del 2001 la popolazione di Lar assommava a 25.492 persone, delle quali 12.905 maschi e 12.587 femmine. I bambini di età inferiore o uguale ai sei anni assommavano a 4.343, dei quali 2.250 maschi e 2.093 femmine. Infine, coloro che erano in grado di saper almeno leggere e scrivere erano 14.805, dei quali 8.736 maschi e 6.069 femmine.